# Roxana Ivanof
Roxana Ivanof est une joueuse roumaine de volley-ball née le 9 février 1985 à Turnu Măgurele. Elle mesure 1,86 m et joue au poste de centrale. 

## Clubs
| Club                     | De        | À         |
| ------------------------ | --------- | --------- |
| CS Dinamo Bucarest       | 1999-2000 | 2004-2005 |
| Penicilina Iași          | 2005-2006 | 2006-2007 |
| CSU Medicina Târgu Mureș | 2007-2008 | 2011-2012 |
| CSM Bucarest             | 2012-2013 | 2012-2013 |
| CS Volei Alba-Blaj       | 2013-2014 | 2014-2015 |
| CSM Târgoviște           | 2015-2016 | …         |

## Palmarès
- Championnat de Roumanie
  - Vainqueur : 2015.
  - Finaliste : 2016.
- Coupe de Roumanie
  - Vainqueur : 2016.
- Supercoupe de Roumanie
  - Vainqueur : 2016.